# Greenpois0n
Greenpois0n 是用于苹果公司开发的iOS设备的一个iOS越狱工具。分别有 Mac、Linux 和 Windows 平台的客户端。由 Chronic Dev Team 开发和维护。